# Jacob van Gaasbeek
Jacob van Gaesbeek ook genaamd Jacob van Gaesbeke/Gaesbeeck en Jacob van Abcoude (1390? - Brussel, 6 februari 1459) was heer (baron) van Gaasbeek, Abcoude, Putten, Strijen en Coelhorst. Tevens was hij stadhouder van Holland, erfmaarschalk van Henegouwen, raadsheer van het Hof van Holland, Zeeland en West-Friesland, en een van de rijkste edelen van de vroege 15e eeuw in Holland en Brabant.

## Biografie
Hij was een zoon van Zweder van Abcoude en Anna van Leiningen. Na de dood van zijn vader stond hij aanvankelijk onder de voogdij van zijn oom Willem van Abcoude, die heer was van Abcoude en Wijk bij Duurstede. Na diens dood in 1407 slaagde hij er met de steun van de Utrechtse bisschop Frederik van Blankenheim in Willems erfgenamen, met name diens schoonzoon Jan I van Brederode, uit te schakelen en zelf heer te worden van Abcoude en Wijk bij Duurstede.
Jacob trad in dienst van zijn leenheer, hertog Jan IV van Brabant. Tijdens het beleg van Dordrecht stond hij aan de zijde van diens echtgenote Jacoba van Beieren. Toen deze zich van de hertog van Brabant liet scheiden werd hij juist haar tegenstander en trouw aanhanger van Jan VI van Beieren, zelfs tegen zijn leenheer, de bisschop van Utrecht, in.
In 1425 stelde Jan IV hem aan als ruwaard van Holland en Zeeland, aanvankelijk samen met Willem van Egmond, later samen met Frank van Borssele, en werd ermee belast de opstand van Jacoba te onderdrukken.
Hij belegerde Schoonhoven, maar dit mislukte. Hij werd in 1426 zelf belegerd in Haarlem door Jacoba's troepen, maar dit werd verijdeld met een vredesverdrag. Hetzelfde jaar steunde hij de Utrechtse bisschop Zweder van Culemborg tegen concurrerend bisschop Rudolf van Diepholt, wat uitmondde in het beleg van Amersfoort waarbij de Eemmond bezet wordt. 
Jacob werd namens Filips de Goede raadsheer in Holland en, samen met Roeland van Uitkerke, stadhouder van dit gewest.
In 1430 werd Filips de Goede ook hertog in Brabant en werd Jacob van Gaasbeek kort drossaard van Brabant en vervolgens raadsheer-kamerling.
Financiële problemen en juridische kwesties vullen de laatste periode van zijn leven.
In 1433 eist Jacob enkele schadevergoedingen die hij tegoed had van de familie Culemborg.
Zijn gerechtelijke procedure om Eindhoven en andere heerlijkheden van de familie van zijn tweede vrouw in handen te krijgen, is zeer geldverslindend.
Uit geldnood leende hij 100.000 nobelen van Jan van Horne, met Gaasbeek als onderpand. In 1434 werd Jan van Horne eigenaar van Gaasbeek.
In het Utrechts schisma steunde hij Walraven van Meurs tegen de officiële bisschop Rudolf van Diepholt. Bij een poging tot aanslag op deze werd hij gevangengenomen. De prijs voor zijn vrijheid was het afstaan van zijn bezittingen in het bisdom Utrecht: Abcoude en Wijk bij Duurstede.
Uiteindelijk verkocht hij in 1456 ook zijn Hollandse heerlijkheden Strijen en Putten aan Filips de Goede en andere domeinen aan Anton van Bourgondië.

## Huwelijken en kinderen
Jacob trouwde met Johanna van Ligne. Zij hadden één zoon, Antoon, die vroeg stierf (1411-1429).
Hun zoon werd vrij streng opgevoed door zijn vader: op een dag toen de jongen niet recht op zijn paard zat gaf Van Gaasbeek hem een klap in zijn gelaat waardoor de jongen van zijn paard viel en daarbij overleed.
Hij hertrouwde in 1417 met Margaretha van Schoonvorst, een dochter van Koenraad van Schoonvorst, heer van Elslo. Dit huwelijk bleef kinderloos.
Jacob stierf zonder wettig nageslacht. Er zijn wel enkele bastaard kinderen gedocumenteerd:
- Jan Meerten van Gaasbeek
- Burgher van Gaasbeek
- Sweder van Gaasbeek

## Voorouders
| Jacob van Gaasbeek (1390-1459) | Vader: Zweder III van Abcoude (1350-1400)       | Grootvader: Gijsbrecht III van Abcoude (1310-1372)                | Overgrootvader: Sweder II van Abcoude (1280-1347)                    |
| Jacob van Gaasbeek (1390-1459) | Vader: Zweder III van Abcoude (1350-1400)       | Grootvader: Gijsbrecht III van Abcoude (1310-1372)                | Overgrootmoeder: Mabelia van Arkel (1285-1317)                       |
| Jacob van Gaasbeek (1390-1459) | Vader: Zweder III van Abcoude (1350-1400)       | Grootmoeder: Johanna van Horne (1320-1356)                        | Overgrootvader: Willem IV van Horne (1295-1343)                      |
| Jacob van Gaasbeek (1390-1459) | Vader: Zweder III van Abcoude (1350-1400)       | Grootmoeder: Johanna van Horne (1320-1356)                        | Overgrootmoeder: Oda van Putten en Strijen (1295-1337)               |
| Jacob van Gaasbeek (1390-1459) | Moeder: Anna van Leiningen Dagsburg (1360-1400) | Grootvader: Frederik VII graaf van Leiningen Dagsburg (1320-1387) | Overgrootvader: Frederik VI graaf van Leiningen Dagsburg (1295-1375) |
| Jacob van Gaasbeek (1390-1459) | Moeder: Anna van Leiningen Dagsburg (1360-1400) | Grootvader: Frederik VII graaf van Leiningen Dagsburg (1320-1387) | Overgrootmoeder: Jutta van Isenburg (1300-1340)                      |
| Jacob van Gaasbeek (1390-1459) | Moeder: Anna van Leiningen Dagsburg (1360-1400) | Grootmoeder: Jolanda van Jülich (1330-1387)                       | Overgrootvader: Godfried van Jülich graaf van Bergheim (1305-1335)   |
| Jacob van Gaasbeek (1390-1459) | Moeder: Anna van Leiningen Dagsburg (1360-1400) | Grootmoeder: Jolanda van Jülich (1330-1387)                       | Overgrootmoeder: Elisabeth van Kleef (1315-1347)                     |